# 1839
| 1839                                |
| ----------------------------------- |
| Dødsfald - Fødsler                  |
| • Begivenheder • Litteratur • Musik |

| Gregoriansk kalender | 1839 MDCCCXXXIX         |
| Ab urbe condita      | 2592                    |
| Armensk kalender     | 1288 ԹՎ ՌՄՁԸ            |
| Kinesiske kalender   | 4535 – 4536 戊戌 – 己亥 |
| Etiopisk kalender    | 1831 – 1832             |
| Jødisk kalender      | 5599 – 5600             |
| Hindukalendere       |                         |
| - Vikram Samvat      | 1894 – 1895             |
| - Shaka Samvat       | 1761 – 1762             |
| - Kali Yuga          | 4940 – 4941             |
| Iransk kalender      | 1217 – 1218             |
| Islamisk kalender    | 1255 – 1256             |

Konge i Danmark: Frederik 6. 1808-1839 og Christian 8. 1839-1848
Se også 1839 (tal)

## Begivenheder

### Januar
- John Herschel's første foto på glas fra 9. september 18392. januar – Louis-Jacques Daguerre, den franske fotopionér, tager de første fotografier nogensinde af månen
- 7. januar - Louis-Jacques Daguerre præsenterer fotografier fra sit nyopfundne fotoapparat for det franske akademi for forskning[1]

### Marts
- 23. marts - det første dokumenterede eksempel på brugen af "ok" som forkortelse for "oll korrect" forekommer i Boston Morning Post

### August
- 1. august – Steen Steensen Blicher holder sit første folkemøde på Himmelbjerget

### September
- 9. september - John Herschel tager sit første fotografi på en glasplade

### November
- 3. november - britiske fregatter sænker kinesiske skibe og skærper opiumskrigen
- 25. november - en gigantisk flodbølge rammer den indiske kyst og smadrer omkring 20.000 skibe. Ved flodbølgen omkommer omkring 300.000 mennesker, hvilket gør det til en af verdenshistoriens største naturkatastrofer.

### December
- 7. december – det nationalliberale blad Fædrelandet begynder at udkomme som dagblad
- 23. december - D.G. Monrad udgiver første nummer af Flyvende politiske Blade

### Udateret
- Baskerlandets selvstyre ophæves

## Født
- 8. januar: Hans Guido von Bülow, tysk komponist, pianist, dirigent og kapelmester (død 1894)
- 19. januar – Paul Cézanne, fransk maler.
- 9. marts – Andreas Bentsen, dansk arkitekt (død 1914)
- 16. marts – Sully Prudhomme, fransk forfatter og nobelprismodtager.
- 21. marts – Modest Mussorgskij, russisk komponist.
- 10. april - Frederik Møller, dansk pianofabrikant, direktør for Hornung & Møller (død 1917).
- 6. juni – Julius Petersen, dansk matematiker (død 1910)
- 2. september – Henry George, var en amerikansk journalist, økonom og filosof. Han er ophavsmanden til georgismen
- 5. december – George Armstrong Custer; Han dør i slaget ved Little Bighorn 25. juni 1876.

## Dødsfald
- 3. december – Frederik 6. dør, 71 år gammel. Som regerende kronprins ophævede han stavnsbåndet, men blev med tiden temmelig konservativ ("vi alene vide") og holdt godt fast på enevælden.

## Musik
- 21. marts – Franz Schuberts 8. symfoni uropføres af Gewandhaus-orkestret i Leipzig under ledelse af Felix Mendelssohn.